# 莫扎伊斯克區 (莫斯科州)

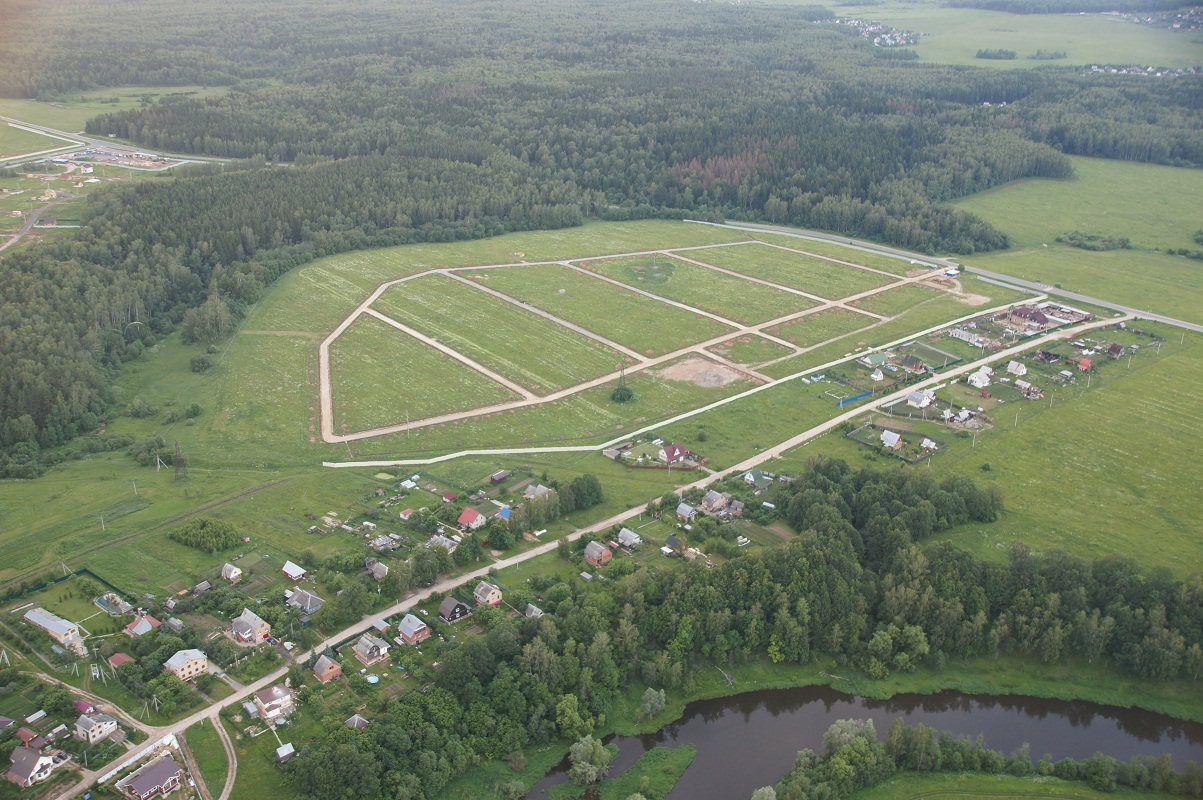

55°30′N 36°02′E / 55.500°N 36.033°E
莫扎伊斯克區（俄语：Можайский район）是俄羅斯的一個區，位於該國西部，由莫斯科州負責管轄，始建於1929年，面積2,627.28平方公里，2010年人口72,745，人口密度每平方公里27.69人。行政中心为莫扎伊斯克。